# Васильев, Георгий Александрович (полный кавалер ордена Славы)
Георгий Александрович Васильев (21 августа 1922, Дунаец, Черниговская губерния — 23 марта 1987, Тосно, Ленинградская область) — полный кавалер ордена Славы.

## Биография
Родился 21.8.1922 в с. Дунаец ныне Глуховского р-на Сумской обл. (Украина) в семье священника. Русский. Член КПСС с 1964. Окончил 10 классов средней школы (1941).
В Красной Армии — с сентября 1941 года. На фронте Великой Отечественной войны — с декабря 1941 года.

### Подвиги
- Стрелок 60-го гвардейского стрелкового полка (20-я гвардейской стрелковой дивизии, 37-я армия, 3-й Украинский фронт) рядовой Васильев за период с 20 по 23 августа 1944 в боях в 20 км южнее города Бендеры (Молдавия) уничтожил свыше 10 и пленил 15 пехотинцев, захватил два пулемета, подавил пулемётную точку противника. 14 сентября 1944 года награждён орденом Славы 3 степени.
- В боях под городом Чернавода (Румыния) Васильев 25 августа 1944 года из ручного пулемёта уничтожил 12 гитлеровцев. Своими действиями обеспечивал наступление стрелковых подразделений. Подавил пять пулемётных точек врага. 2 сентября 1944 года награждён орденом Славы 3 степени, 19 августа 1955 года перенаграждён орденом Славы 2 степени.
- Командир стрелкового отделения того же полка (57-я армия) младший сержант Васильев в районе города Капошвар (Венгрия) 2 декабря 1944 года вместе с отделением ворвался в расположение противника, противотанковой гранатой взорвал дот и находившихся в нём фашистов, а одного взял в плен. 21 января 1945 года награждён орденом Славы 3 степени, 31 марта 1956 года перенаграждён орденом Славы 1 степени.

### Послевоенная жизнь
В дек. 1945 демобилизован. Вернулся в родное село. В 1956 окончил Ленингр. пед. ин-т. Работал в пгт Рябово Тосненского р-на Ленинград. обл. учителем химии и биологии средн. школы. Старшина в отставке. Умер 23.3.1987. Похоронен в г. Тосно.

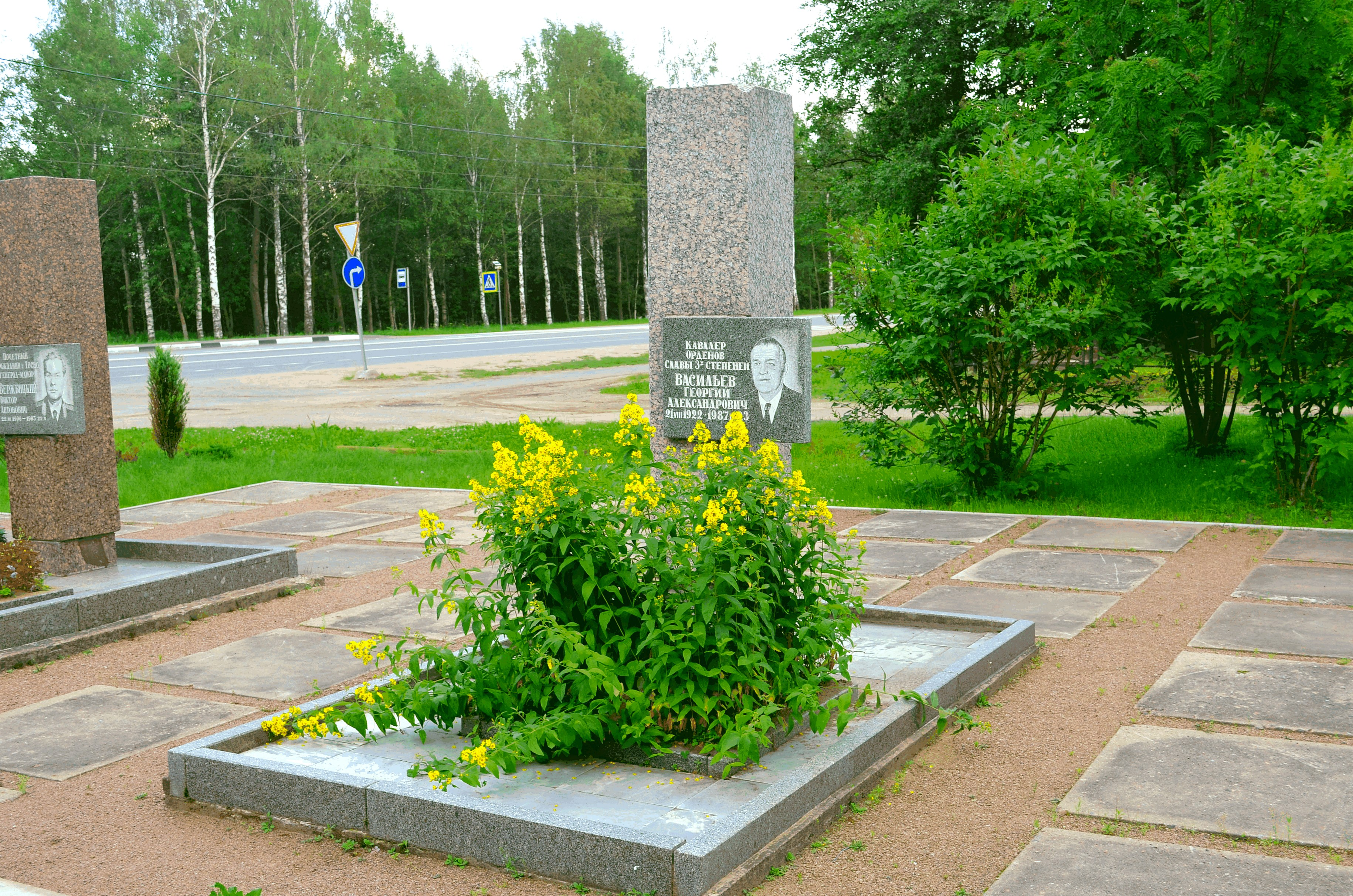
Могила Васильева на кладбище г. Тосно

## Награды
Награждён орденом Отечественной войны 1 степени, медалями.